# Hans Olsson (konstnär)
Hans Olsson, född 8 januari 1948, Vitsand, Värmland var en svensk målare, död 29 juni 2021, Torsby, Värmland.  

## Biografi
Separat har han ställt ut på Övre Frykens Konstrunda 1996-2005, Galleri Småland i Alvesta, Åsnes Konstförening i Norge, Galleri Björnen i Råda, Stjärnfors Kvarn i Hagfors, Sillegården i Sunne, Estrella Konstförening i Göteborg, Sahlströmsgården i Torsby, Heidruns Café i Torsby och Prostgårdslagår’n. Han har medverkat i samlingsutställningar med Värmlands konstförening på Värmlands museum, Höstsalongen i Torsby, Sahlströmsgården i Torsby,  Julsalongen på Arvika Konsthall och Hammarbacken i Ludvika.
Hans konst består av gatuvyer, byggnader, stilleben och landskapsmotiv från Nordvärmland och Västkusten i olja, akryl, akvarell och blandtekniker i en naturalistiskt impressionistisk anda.